# Układ odniesienia (algebra)
Układ odniesienia w algebrze liniowej (także: rama, ramka, szkielet) to podzbiór wektorów przestrzeni unitarnej z ustalonym iloczynem skalarnym, który rozpina tę przestrzeń. Jest uogólnieniem bazy przestrzeni wektorowej na zbiory, których elementy mogą być liniowo zależne . W terminologii przetwarzania sygnałów rama zapewnia redundantny, stabilny sposób reprezentacji sygnału.  Ramy są używane w zagadnieniach  wykrywania i korygowania błędów, projektowania i analizy banków filtrów, a ogólniej w matematyce stosowanej, informatyce i inżynierii.

## Historia
Pojęcie układu odniesienia (ramy) wywodzi się z różnych rozważań matematycznych, co powoduje, iż jej definiowanie opiera się na różnorodnych pojęciach i ma swoje korzenie w analizie harmonicznej i funkcjonalnej, teorii operatorów, algebrze liniowej i teorii macierzy. Motywacja dla tego pojęcia wypłynęła z zastosowań transformat.  Transformata Fouriera jest wykorzystywana od ponad wieku do reprezentacji sygnałów. Transformata Fouriera ukrywa (powoduje utratę) kluczowe informacje dotyczące momentu emisji i czasu trwania sygnału. W 1946 roku Dennis Gabor rozwiązał ten problem, stosując technikę, która jednocześnie redukowała szum, zapewniała odporność i tworzyła kwantyzację,  jednocześnie hermetyzując ważne charakterystyki sygnału.
Koncepcja ramy został po raz pierwszy opisana przez Richarda Duffina i Alberta Charlesa Schaefera w artykule z 1952 r. na temat nieharmonicznych szeregów Fouriera jako sposobu obliczania współczynników w kombinacji liniowej wektorów liniowo zależnego zbioru rozpinającego (w ich terminologii „układu odniesienia przestrzeni Hilberta ”).  W latach 80. XX wieku Stéphane Mallat, Ingrid Daubechies i Yves Meyer użyli układów odniesienia przestrzeni Hilberta (ram) do analizy falek . Obecnie ramy są kojarzone z falkami, przetwarzaniem sygnałów i obrazów oraz kompresją danych .

## Definicja i motywacja

### Przykład motywujący: obliczanie bazy z liniowo zależnego zbioru
Załóżmy, że V jest polem wektorowym nad ciałem F i chcemy przedstawić {\displaystyle \mathbf {v} \in V} jako liniową kombinację wektorów ze zbioru {\displaystyle \{\mathbf {e} _{k}\}\subset V}, taką że
{\displaystyle \mathbf {v} =\sum _{k}c_{k}\mathbf {e} _{k}.}
Jeśli zestaw {\displaystyle \{\mathbf {e} _{k}\}} nie rozpina {\displaystyle V}, to takie współczynniki nie istnieją dla każdego {\displaystyle \mathbf {v} } w V. Jeśli {\displaystyle \{\mathbf {e} _{k}\}} rozpina {\displaystyle V} i jest również liniowo niezależny, to taki zbiór tworzy bazę {\displaystyle V} i współczynniki {\displaystyle c_{k}} są jednoznacznie określone przez {\displaystyle \mathbf {v} }. Jeśli jednak {\displaystyle \{\mathbf {e} _{k}\}} jest rozpiętością {\displaystyle V}, ale nie jest liniowo niezależny, to sposób określania współczynników staje się mniej oczywisty, zwłaszcza gdy {\displaystyle V} ma nieskończony wymiar.
Jeśli uwzględnimy to, iż {\displaystyle \{\mathbf {e} _{k}\}} rozpina {\displaystyle V}, a jego elementy są liniowo zależne, to usuwając wektor za wektorem z tego zbioru, aż pozostałe elementy staną się liniowo niezależne, utworzymy bazę.  Istnieją pewne problemy z tym schematem:
1. Usuwanie dowolnych wektorów z zestawu może spowodować, że pozostałe elementy nie będą rozpinały V gdy osiągniemy zbiór elementów liniowo niezależnych.
2. Nawet jeśli uda się opracować konkretny sposób usuwania wektorów ze zbioru, aż stanie się on bazą, podejście to może okazać się w praktyce niewykonalne, jeśli zbiór jest duży lub nieskończony.
3. W niektórych zastosowaniach korzystne może być użycie większej liczby wektorów niż jest to konieczne do przedstawienia v. Oznacza to, że chcemy znaleźć współczynniki  {\displaystyle c_{k}}  bez usuwania elementów z {\displaystyle \{\mathbf {e} _{k}\}}. Współczynniki  {\displaystyle c_{k}} nie będzie zatem jednoznacznie określany przez v. Dlatego wektor v można przedstawić jako kombinację liniową elementów {\displaystyle \{\mathbf {e} _{k}\}} na więcej niż jeden sposób.

### Definicja
Niech  {\displaystyle V} będzie przestrzenią unitarną i {\displaystyle \{\mathbf {e} _{k}\}_{k\in \mathbb {N} }} będzie zbiorem wektorów w {\displaystyle V}. Zestaw {\displaystyle \{\mathbf {e} _{k}\}_{k\in \mathbb {N} }} jest układem odniesienia {\displaystyle V}, jeśli istnieją dwie stałe {\displaystyle 0<A\leqslant B<\infty } takie, że
{\displaystyle A\left\|\mathbf {v} \right\|^{2}\leqslant \sum _{k\in \mathbb {N} }\left|\langle \mathbf {v} ,\mathbf {e} _{k}\rangle \right|^{2}\leqslant B\left\|\mathbf {v} \right\|^{2},\quad \forall \mathbf {v} \in V.}
Ramkę nazywamy nadkompletną (lub nadmiarową ), jeżeli nie jest bazą Riesza dla przestrzeni V. Nadmiarowość ramki mierzona jest dolną i górną granicą ramki (lub współczynnikami nadmiarowości ) {\displaystyle A} i {\displaystyle B}, odpowiednio.  To znaczy, że rama {\displaystyle \{\mathbf {e} _{k}\}_{k\in \mathbb {N} }}  o {\displaystyle K} elementach w {\displaystyle N} wymiarowej przestrzeni {\displaystyle V}, gdzie  {\displaystyle K\geq N}, której elementy są znormalizowanymi wektorami {\displaystyle \|\mathbf {e} _{k}\|=1} w {\displaystyle N} -przestrzeń wymiarowa {\displaystyle V} spełnia ograniczenia ramki, jeśli 
{\displaystyle 0<A\leqslant {\frac {1}{N}}\sum _{k=1}^{K}\langle |\mathbf {e} _{k},\mathbf {e} _{k}\rangle |^{2}={\frac {K}{N}}\leqslant B<\infty .}
Jeżeli układ jest  bazą Riesza ( zatem jest liniowo niezależny), to {\displaystyle A\leqslant 1\leqslant B} . Granice ramki nie są unikalne, ponieważ liczby mniejsze niż {\displaystyle A} i większy niż {\displaystyle B} są również prawidłowymi ograniczeniami ramki. Optymalną dolną granicą jest supremum wszystkich dolnych granic, a optymalną górną granicą jest infimum wszystkich górnych granic.

## Rozkład elementu przestrzeni wektorowej wukładzie odniesienia —ujęcie operatorowe
Jeśli {\displaystyle \{\mathbf {e} _{k}\}} jest układem odniesienia, to operator liniowy zdefiniowany jako
{\displaystyle \displaystyle \mathbf {T} :V\to \ell ^{2},\quad \mathbf {v} \mapsto \mathbf {T} \mathbf {v} =\{\langle \mathbf {v} ,\mathbf {e_{k}} \rangle \}_{k\in \mathbb {N} },}
odwzorowujący {\displaystyle \mathbf {v} \in V} na ciąg współczynników względem układu odniesienia {\displaystyle c_{k}=\langle v,\mathbf {e} _{k}\rangle }, nazywany jest operatorem analizy. Korzystając z tej definicji, warunek na to, aby zbiór elementów {\displaystyle \{\mathbf {e} _{k}\}} tworzył układu odniesienia można zapisać w postaci:
{\displaystyle \displaystyle A\left\|\mathbf {v} \right\|^{2}\leqslant \left\|\mathbf {T} \mathbf {v} \right\|^{2}=\sum _{k}\left|\langle \mathbf {v} ,\mathbf {e} _{k}\rangle \right|^{2}\leqslant B\left\|\mathbf {v} \right\|^{2}.}